# Fußball-Europameisterschaft 1964/Spanien
Dieser Artikel behandelt die spanische Nationalmannschaft bei der Fußball-Europameisterschaft 1964.

## Qualifikation

### Vorrunde
|         | Gesamt |          | Hinspiel | Rückspiel |
| ------- | ------ | -------- | -------- | --------- |
| Spanien | 7:3    | Rumänien | 6:0      | 1:3       |

Am 1. November 1962 setzte sich die seleccion in Madrid mit Trainer Villalonga – er coachte parallel weiterhin Atlético Madrid – vier Monate nach der sportlich negativ verlaufenen Fußball-Weltmeisterschaft 1962 in Chile, gegen Rumänien mit 6:0 Toren durch. Mit Calleja, Glaria, Collar und Adelardo berief der Trainer gleich vier Spieler seiner Atletico-Elf ins Team. Der erst 21-jährige Vicente Guillot aus Valencia avancierte mit drei Treffern zum Mann des Tages. Am 25. November verlor Spanien vor 72.000 Zuschauern mit 1:3 Toren das Rückspiel in Bukarest.

### Achtelfinale
|         | Gesamt |            | Hinspiel | Rückspiel |
| ------- | ------ | ---------- | -------- | --------- |
| Spanien | 2:1    | Nordirland | 1:1      | 1:0       |

Im Heimspiel am 30. Mai 1963 in Bilbao brachte Amancio zwar Spanien in der 60. Minute mit 1:0 in Führung, aber die Mannschaft um Billy Bingham erzielte in der 76. Minute durch W. Irwine den 1:1-Ausgleich. Im Rückspiel am 30. Oktober in Belfast vor 46.000 Zuschauern im Windsor Park gelang Linksaußen Gento aber in der 66. Spielminute der 1:0-Siegtreffer. Spanien trat dabei mit den zwei "Italienern" Del Sol und Suárez an.

### Viertelfinale
|         | Gesamt |        | Hinspiel | Rückspiel |
| ------- | ------ | ------ | -------- | --------- |
| Spanien | 7:1    | Irland | 5:1      | 2:0       |

Auch im Viertelfinale bestritt Spanien zuerst das Heimspiel, jetzt am 11. März 1964 in Sevilla gegen Irland. Ohne Suarez und Del Sol und lediglich mit Zoco und Amancio von den "Königlichen" aus Madrid angetreten, überzeugte der Gastgeber mit einem klaren 5:1-Erfolg gegen das irische Team um Alan Kelly und Charles Hurley. Als zweifache Torschützen zeichneten sich Amancio und Marcelino aus. Das Rückspiel am 8. April in Dublin entschied Pedro Zaballa als Doppeltorschütze zum 2:0-Sieg der Spanier.

## Das spanische Aufgebot
| Name       | Name                  | damaliger Verein | Geburtstag |
| Torhüter   | Torhüter              | Torhüter         | Torhüter   |
| ---------- | --------------------- | ---------------- | ---------- |
|            | José Ángel Iribar     | Athletic Bilbao  | 01.03.1943 |
|            | Pepín                 | Betis Sevilla    | 16.10.1931 |
|            | Vicente Train         | Real Madrid      | 19.12.1931 |
| Abwehr     |                       |                  |            |
|            | Isacio Calleja        | Atlético Madrid  | 02.12.1936 |
|            | Luis María Echeberría | Athletic Bilbao  | 24.03.1940 |
|            | Ferran Olivella       | FC Barcelona     | 22.06.1936 |
|            | Federico Reija        | Real Saragossa   | 25.11.1938 |
|            | Feliciano Rivilla     | Atlético Madrid  | 21.08.1936 |
| Mittelfeld |                       |                  |            |
|            | Adelardo              | Atlético Madrid  | 26.09.1939 |
|            | Josep Fusté           | FC Barcelona     | 15.04.1941 |
|            | Félix Ruiz            | Real Madrid      | 14.07.1940 |
|            | Ignacio Zoco          | Real Madrid      | 31.07.1939 |
|            | Luis del Sol          | Juventus Turin   | 06.04.1935 |
| Angriff    |                       |                  |            |
|            | Amancio               | Real Madrid      | 16.10.1939 |
|            | Luis Suárez           | Inter Mailand    | 02.05.1935 |
|            | Enrique Collar        | Atlético Madrid  | 02.11.1934 |
|            | Vicente Guillot       | FC Valencia      | 15.07.1941 |
|            | Carlos Lapetra        | Real Saragossa   | 29.11.1938 |
|            | Marcelino             | Real Saragossa   | 29.04.1940 |
|            | Jesús María Pereda    | FC Barcelona     | 15.06.1938 |
| Trainer    |                       |                  |            |
|            | José Villalonga       |                  | 12.12.1919 |

## Endrunde

### Halbfinale
|                                                     |   |        |                      |
| 17. Juni 1964 in Madrid (Estadio Santiago Bernabéu) |   |        |                      |
| Spanien                                             | – | Ungarn | 2:1 n. V. (1:1, 1:0) |

Die Iberer gingen erheblich gehandicapt ins Spiel. Der müde Italien-Legionär Luis del Sol saß auf der Tribüne, ebenso der in einer Formkrise befindliche Linksaußen Gento. Doch auch die Elf von Trainer Lajos Baróti, Ungarn, musste mit János Göröcs und Gyula Rákosi auf zwei Stammspieler verzichten. Spanien führte zur Halbzeit durch einen Kopfball-Treffer von Gento-Ersatz Pereda in der 35. Minute mit 1:0 und erst in der 84. Min. gelang Ferenc Bene nach Vorarbeit von Lajos Tichy und Flórián Albert der Ausgleich. In der Verlängerung erzielte Amancio von Real Madrid in der 112. Spielminute im Estadio Bernabeu gegen den herausragend haltenden Antal Szentmihalyi den Siegtreffer.

### Finale
|                                                     |   |             |           |
| 21. Juni 1964 in Madrid (Estadio Santiago Bernabéu) |   |             |           |
| Spanien                                             | – | Sowjetunion | 2:1 (1:1) |

Das Finale begann furios. In der 6. Min. erzielte Jesús María Pereda die Führung für die Gastgeber, doch schon in der 8. Min. erzielten die Sowjets den Ausgleich. Unter der Führung des überragenden Schlüsselspielers Luis Suárez – drei Wochen zuvor hatte er mit Inter Mailand bereits den Europapokal der Landesmeister gewonnen – sorgte Angreifer Marcelino mit seinem Treffer in der 84. Minute für den ersten großen Titel Spaniens. Nach einer Flanke von Jesús María Pereda überwand er mit einem herrlichen Kopfball Lew Jaschin im Tor der UdSSR. Trainiert wurde die Mannschaft vom ehemaligen Erfolgstrainer von Real Madrid, José Villalonga.